# Lucien Sedat
Lucien Sedat, né le 6 mai 1938, est un joueur français de basket-ball.

## Biographie
Lucien Sedat joue pour l'équipe de France de 1959 à 1962, participant au Championnat d'Europe de basket-ball 1959, décrochant la médaille de bronze ainsi qu'au Championnat d'Europe de basket-ball 1961.

## Palmarès
Équipe de France
- 26 sélections entre 1959 et 1962
- Championnat d'Europe
  -  3e en 1959
  - 4e en 1961

## Sources
- Fiche de Lucien Sedat sur le site de la Fédération française de basket-ball